# Anita Anand (femme politique)
Pour les articles homonymes, voir Anita Anand et Anand.
Anita Anand, née le 20 mai 1967 à Kentville (Nouvelle-Écosse), est une avocate, professeure et femme politique canadienne.
Membre du Parti libéral du Canada, elle est la députée d'Oakville à la Chambre des communes du Canada depuis les élections fédérales de 2019. Elle est nommée ministre des Services publics et de l'Approvisionnement en 2019, puis ministre de la Défense nationale du Canada en 2021 et finalement présidente du Conseil du Trésor en 2023 sous le premier ministre Justin Trudeau.
Le 19 septembre 2024, elle devient ministre des Transports et le 20 décembre 2024, ministre du Commerce international.
Anita Anand est nommée, le 14 mars 2025, ministre de l'Innovation, des Sciences et de l'Industrie dans le gouvernement Carney. À partir du 13 mai 2025, elle passe au poste de ministre des Affaires étrangères, en remplacement de Mélanie Joly.

## Biographie
Née le 20 mai 1967 à Kentville en Nouvelle-Écosse, Indira Anita Anand s'établit avec sa famille en Ontario en 1985.
Elle est titulaire d'un baccalauréat ès arts (avec mention) en sciences politiques de l'Université Queen's, un baccalauréat en arts (avec mention) en jurisprudence du Collège Wadham de l'Université d'Oxford, un baccalauréat en droit de l'Université Dalhousie et une maîtrise en droit de l'Université de Toronto.
Candidate en 2019 à l'investiture libérale dans la circonscription ontarienne d'Oakville contre l'ancien député provincial Kevin Flynn, elle remporte l'investiture et devient députée à la Chambre des communes du Canada lors des élections de 2019.
Dès le début de son premier mandat, elle est nommée ministre des Services publics et de l'Approvisionnement. 
À la suite des élections de 2021, elle est nommée ministre de la Défense nationale.

## Carrière académique
Avant sa carrière politique, Anand est professeure à la faculté de droit de l'Université de Toronto, spécialisée dans la gouvernance d'entreprise et la réglementation des marchés financiers. Elle est auparavant titulaire de la chaire JR Kimber en protection des investisseurs et gouvernance d'entreprise à la faculté. Depuis octobre 2019, Anand est en congé de la faculté de droit de l'Université de Toronto pour la durée de son mandat électoral.
Anand commence sa carrière juridique en tant qu'associée chez Torys de 1994 à 1997 (avec permission de poursuivre sa maîtrise), après y avoir effectué un stage de 1992 à 1993. Elle poursuit ensuite sa carrière d'enseignante en tant que professeure adjointe de 1997 à 1999 à la faculté de droit de l'Université Western. En 1999, elle est devenue professeure adjointe à la faculté de droit de l'Université Queen's, obtenant la permanence et accédant au rang de professeure agrégée en 2003. Elle reçoit un prix Fulbright États-Unis-Canada en 2005 et fréquente l’école de droit de Yale en tant que conférencière invitée en droit (automne 2005) enseignant la gouvernance d'entreprise comparée. Elle est également chercheuse invitée Olin en droit et en économie à l’école de droit de Yale (2005-2006).
Anand quitte l'Université Queen's pour la faculté de droit de l'Université de Toronto en 2006 où elle est professeure titulaire. Elle est doyenne associée de 2007 à 2009. De 2010 à 2019, Anand est également directrice académique du Centre pour la profession juridique, ainsi que de son programme d'éthique en droit et en affaires. Au moment de son élection, elle est Senior Fellow du Massey College, en plus d'être nommée conjointement à la Rotman School of Management en tant que directrice des politiques et de la recherche au Capital Markets Research Institute et à la Munk School of Global Affaires and Public Policy à l'Université de Toronto.
Le site web du gouvernement du Canada fournit les renseignements généraux supplémentaires suivants :
- La ministre Anand a effectué des recherches approfondies sur la réglementation des marchés financiers, la gouvernance d'entreprise et les droits des actionnaires, et est apparu régulièrement dans les médias pour discuter de ces sujets. En 2015, elle a été nommée au Comité d'experts du gouvernement de l'Ontario chargé d'examiner des solutions de rechange en matière de conseils financiers et de politiques de planification financière. Elle a mené des recherches pour le Comité d'examen quinquennal de l'Ontario, le Comité fédéral des sages et le Groupe de travail sur la modernisation de la législation sur les valeurs mobilières au Canada.

Le 17 septembre 2019, il est annoncé qu'Anand recevra la médaille Yvan Allaire de la Société royale du Canada. La médaille est décernée chaque année pour une contribution exceptionnelle à la gouvernance d'organisations privées et publiques,. La Société déclare que les recherches d'Anand « ont considérablement modifié la réflexion mondiale sur les meilleures pratiques pour les conseils d'administration, y compris l'importance de la diversité au sein des conseils ».

## Carrière Politique

### Élection fédérale 2019
Le 12 juin 2019, Anita Anand remporte l'investiture libérale dans la circonscription d'Oakville, en Ontario, après que le titulaire John Oliver ait annoncé qu'il ne se présenterait pas aux élections de 2019. Elle bat l'ancien membre du parlement provincial Kevin Flynn et l'avocat Tamur Shah pour la nomination. Le 21 octobre 2019 aux élections générales, Anand remporte la circonscription d'Oakville avec 30 265 suffrages.
Anand prête serment en tant que députée d'Oakville le 22 novembre 2019 pour représenter Oakville à la Chambre des communes lors du 43e Parlement canadien.

### Ministre des Services publics et de l'Approvisionnement
Le 20 novembre 2019, Anand prête serment en tant que membre du Conseil privé et ministre de l'Approvisionnement à Rideau Hall.

#### Achat d'équipements de protection individuelle pendant la pandémie de Covid-19
Au début de la pandémie de Covid-19 au Canada, Anand et son département agissent rapidement pour acheter en gros de l'équipement de protection individuelle (ÉPI) et des fournitures médicales pour le système de santé canadien. Afin d'assurer un accès fiable aux ÉPI dans un marché hyper concurrentiel, Anand et son ministère adoptent une stratégie d'approvisionnement agressive et engagent un grand nombre de fournisseurs pour diversifier les chaînes d'approvisionnement du Canada. Grâce à cette stratégie, le gouvernement fédéral finance également la production nationale à grande échelle de fournitures médicales.
La pandémie amène le gouvernement fédéral à augmenter rapidement son rythme d'approvisionnement habituel afin d'acheter des tests rapides, des réactifs et des écouvillons utilisés pour les tests en laboratoire. En avril 2021, Anand déclare au Comité de la santé de la Chambre des communes que Services publics et Approvisionnement Canada a acheté plus de 2,5 milliards d'articles d'équipement de protection individuelle, « une quantité substantielle de cet équipement étant fabriquée ici même, à la maison ».

#### Approvisionnement en vaccins Covid-19
À partir de l'été 2020, le gouvernement canadien signe des contrats avec les producteurs de sept principaux vaccins candidats contre la Covid-19 et les producteurs de fournitures nécessaires pour emballer et administrer ces vaccins. Anand déclare au New York Times que « parce que nous ne savons pas quel vaccin [...] va réussir, nous devons finalement parier sur plusieurs vaccins en même temps ». Résumant son approche, elle déclare : « Nous ne mettons pas tous nos œufs dans le même panier. »
Initialement, l'objectif du Canada était de recevoir suffisamment de vaccins pour immuniser complètement tous les Canadiens admissibles d'ici le 30 septembre 2021. Anand déclare au Guardian qu'elle a insisté « de manière très, très agressive pour obtenir des livraisons précoces de la part des fournisseurs ». Les négociations pour une livraison anticipée sont couronnées de succès, permettant au Canada d'atteindre puis de dépasser son objectif de vaccination deux mois plus tôt que prévu. À la fin de juillet 2021, le Canada a reçu un total cumulé de plus de 66,4 millions de vaccins.
En août 2021, le Canada a atteint le taux de vaccination le plus élevé au monde.
Anand travaille également à finaliser les accords du Canada avec les producteurs de vaccins concernant l'approvisionnement et la livraison de doses de vaccin Covid-19 pour les enfants. Après que Santé Canada ait approuvé le vaccin Pfizer-BioNTech contre la Covid-19 pour une utilisation chez les populations pédiatriques de moins de 12 ans le 19 novembre 2021, les premières doses pédiatriques du vaccin arrivent au Canada deux jours plus tard, le 21 novembre 2021.

### Élection fédérale 2021
Anand est réélue au Parlement à la suite des élections fédérales canadiennes de 2021. Elle bat le conservateur Kerry Colborne avec 46 % des voix.

### Ministre de la Défense nationale

#### Changement de culture et inclusion dans les Forces armées canadiennes
Le 26 octobre 2021, Anand prête serment en tant que ministre de la Défense nationale à Rideau Hall. Elle n'est que la deuxième femme de l'histoire du Canada à assumer le rôle de ministre de la Défense nationale, après l'ancienne première ministre Kim Campbell dans les années 1990. Anand déclare que sa priorité absolue est de lutter contre l'inconduite sexuelle et de créer un changement de culture durable au sein des Forces armées canadiennes.
Le 4 novembre 2021, Anand annonce qu'elle accepte intégralement une recommandation provisoire de l'ancienne juge de la Cour suprême du Canada Louise Arbour selon laquelle l'enquête et la poursuite des cas d'inconduite sexuelle militaire seraient renvoyées au système de justice civile du Canada. Dans une déclaration au Globe and Mail, le colonel à la retraite et avocat militaire Michel Drapeau qualifie la décision de « signe de leadership bienvenu » et de « signal opportun et puissant au système de justice militaire et aux victimes que des changements sont à venir ».
Le 19 novembre 2021, conférencière principale au Forum sur la sécurité internationale d'Halifax, Anand prononce son premier discours majeur en tant que ministre de la Défense nationale. Anand expose ses trois principales priorités : instaurer un changement de culture durable dans les Forces canadiennes, mieux équiper l'armée canadienne en augmentant les dépenses militaires et veiller à ce que le Canada continue de soutenir la paix et la stabilité dans le monde grâce à ses déploiements militaires.
Le 25 novembre 2021, le général Wayne Eyre est nommé chef d'état-major de la Défense du Canada sur la recommandation d'Anand.
Le 13 décembre 2021, Anand présente des excuses officielles au nom du gouvernement du Canada à toutes les personnes touchées par l'inconduite sexuelle dans les Forces armées canadiennes et le ministère de la Défense nationale. Elle est accompagnée du général Wayne Eyre, chef d'état-major de la Défense, qui s'excuse au nom des militaires, et de la sous-ministre Jody Thomas, qui s'excuse au nom du ministère.
Le 30 mai 2022, Anand est rejoint par Louise Arbour, le général Wayne Eyre et le sous-ministre Bill Matthews pour publier le rapport final de l'examen externe complet indépendant sur l'inconduite sexuelle et le harcèlement sexuel dans les Forces armées canadiennes et le ministère de la Défense nationale. Anand accepte le rapport dans son intégralité et « salue » les 48 recommandations. Elle annonce que les travaux de mise en œuvre de 17 de ces dernières commenceraient immédiatement, et que le MDN et les FAC s'efforceraient d'analyser rapidement et de fournir la voie à suivre pour les recommandations restantes. Dans une interview, Anand déclare plus tard: « L'efficacité de nos forces armées, la capacité pour nous de grandir et de continuer à défendre notre pays et à nous engager dans des opérations nationales et internationales, dépend de notre réussite. Et c'est pourquoi ce travail est si important pour moi personnellement ainsi que pour notre gouvernement. »
Le 9 juillet 2022, à Truro, Anand et le premier ministre du Canada Justin Trudeau présentent les excuses officielles du gouvernement du Canada aux membres et descendants du 2e bataillon de construction, un bataillon entièrement noir qui a fait face au racisme et à la discrimination anti-noirs au cours de son service au Canada pendant la Première Guerre mondiale. « Je m'engage à éliminer le racisme systémique afin que la discrimination à laquelle ont été confrontés les membres du 2e bataillon de construction et ceux qui ont suivi ne se reproduise plus jamais », déclare Anand.

#### La guerre en Ukraine
Fin janvier 2022, Anand et le premier ministre du Canada Justin Trudeau annoncent que le Canada prolongera de trois ans sa mission de formation en Ukraine, l'opération UNIFIER, et fera passer le plafond du personnel déployé de 200 à 400. En annonçant cette prolongation, Anand déclare : « La plus grande contribution que le Canada peut apporter à l'Ukraine en ce moment, ce sont les gens. Nous avons formé plus de 30 000 soldats ukrainiens. Nous ne devrions pas sous-estimer l'importance de cette mission de formation ».
Quelques jours plus tard, Anand se rend à Kiev en signe de solidarité canadienne, alors que la Russie augmente considérablement son dispositif militaire autour de l'Ukraine. Anand déclare que « la Russie a le choix, et ce choix est de négocier en vue d'une désescalade » ou elle « fera face à des sanctions et des conséquences sévères ». Pendant son séjour en Ukraine, Anand rencontre le ministre ukrainien de la Défense, Oleksii Reznikov, pour discuter de l'aide militaire à l'Ukraine, notamment dans le domaine de la cybersécurité. Peu après la visite d'Anand, le gouvernement canadien autorise et livre à l'Ukraine, fin février, un ensemble d'armes létales d'une valeur de 7,8 millions de dollars.
Quelques jours seulement avant l'invasion de l'Ukraine par la Russie, Anand annonce une expansion importante de la contribution du Canada aux opérations de l'OTAN en Europe. Dans le cadre de l'opération REASSURANCE, elle annonce le déploiement d'environ 120 membres d'une batterie d'artillerie pour rejoindre le groupement tactique multinational de la présence avancée renforcée de l'OTAN en Lettonie dirigé par le Canada, ainsi que le déploiement d'une frégate supplémentaire de classe Halifax au sein des forces maritimes de l'OTAN.
Le 19 mars, le NCSM Halifax quitte le port pour se joindre aux forces maritimes de l'OTAN dans la région de la Baltique. Lors de la cérémonie de départ, Anand déclare : « En ce moment, il est si important que nous soyons tous unis, que nous fassions front ensemble, que nous nous opposions à l'agression injustifiée et illégale de la Russie et que nous défendions la paix, la dissuasion et la position défensive sur laquelle l'OTAN est fondée ».
Après l'invasion de la Russie, Anand annonce plusieurs tranches d'aide militaire supplémentaire à l'Ukraine tout au long des mois de février et mars 2022, notamment des armes antichars Carl Gustaf, des lance-roquettes, des casques, des masques à gaz et des lunettes de vision nocturne. D'autres types d'aide militaire annoncés par Anand comprennent des vestes pare-éclats et des rations individuelles de campagne, 4 500 lance-roquettes M72 et jusqu'à 7 500 grenades à main, ainsi que des fonds pour permettre à l'Ukraine d'acheter des images satellites modernes. Anand annonce également l'achat et le don à l'Ukraine de caméras spécialisées de fabrication canadienne pour les drones Bayraktar TB-2[50].
Le 8 mars, lors d'un voyage en Lettonie, Anand et le premier ministre canadien Justin Trudeau annoncent le renouvellement pluriannuel de l'opération REASSURANCE.
Le 14 avril, à la BFC Trenton, Anand annonce que les Forces armées canadiennes déploieraient entre 100 et 150 soldats en Pologne, afin d'aider les efforts polonais à gérer le flux d'Ukrainiens fuyant l'invasion russe et à leur prodiguer des soins.
À la fin du mois d'avril 2022, Anand annonce une aide militaire supplémentaire pour l'Ukraine. Le 22 avril 2022, Anand confirme que le Canada avait livré des obusiers M777 aux forces ukrainiennes. Lors d'une conférence du Groupe consultatif sur la défense de l'Ukraine à la base aérienne de Ramstein, le Canada annonce qu'il a signé un contrat pour huit véhicules blindés destinés à l'Ukraine. Quelques jours plus tard, Anand confirme que les Forces armées canadiennes ont commencé à former les forces ukrainiennes à l'utilisation des obusiers.
Le 28 avril 2022, Anand rencontre le secrétaire américain à la Défense, Lloyd Austin, lors de sa première visite officielle aux États-Unis. Anand et Austin déclarent aux journalistes qu'ils ont discuté d'une aide militaire supplémentaire à l'Ukraine et de la modernisation du Commandement de la défense aérospatiale de l'Amérique du Nord (NORAD).
Le 8 mai, une aide militaire supplémentaire de 50 millions de dollars à l'Ukraine est annoncée, y compris 18 caméras de drones, 15 millions de dollars pour l'imagerie satellitaire à haute résolution, des munitions supplémentaires et des armes légères. Le 24 mai, Anand annonce au Centre culturel ukrainien de Victoria que le Canada a acheté plus de 20 000 munitions d'artillerie pour l'Ukraine, qui sont compatibles avec les obusiers M777 fournis par le Canada, pour un coût de 98 millions de dollars canadiens. Anand déclare que « l'aide canadienne continue d'affluer en Ukraine, et nous travaillons jour et nuit pour identifier et fournir encore plus d'aide militaire à l'Ukraine ». Le 15 juin, lors d'une réunion du Groupe de contact sur la défense de l'Ukraine à Bruxelles, Anand annonce que le Canada fera don à l'Ukraine de tubes de remplacement pour les obusiers M777 d'une valeur de 9 millions de dollars.
Au sommet des dirigeants de l'OTAN de 2022 à Madrid, Anand signe un accord avec le ministre de la Défense de la Lettonie, Artis Pabriks, afin de porter à la taille d'une brigade le Groupement tactique de présence avancée renforcée de l'OTAN dirigé par le Canada en Lettonie. Au sommet, le Canada s'engage également à fournir une nouvelle aide militaire à l'Ukraine, plus précisément six drones et jusqu'à 39 véhicules blindés d’appui tactique. [Quelques jours plus tard, Anand visite les installations de General Dynamics Land Systems à London, en Ontario, pour rencontrer les travailleurs qui assemblent les véhicules blindés d’appui tactique. Elle déclare dans une entrevue : « Les véhicules blindés GDLS sont des véhicules haut de gamme et nous voulons fournir des véhicules facilement utilisables, facilement accessibles et pouvant être réparés s'ils sont endommagés. L'Ukraine les a demandés. »
En juillet 2022, lors de la 15e Conférence des ministres de la Défense des Amériques à Brasília, Anand mène un effort pour convaincre les autres pays présents de dénoncer l'invasion russe de 2022 en Ukraine. Anand déclare à Politico que « le Canada et moi-même, en tant que représentant ici, avons estimé qu'il est très important d'exprimer cette préoccupation de manière tangible ici à la conférence.... L'invasion russe a un impact sur cette région, un impact négatif sur les économies d'ici, sur la sécurité alimentaire de notre hémisphère ». Les efforts du Canada sont couronnés de succès, la déclaration finale de la conférence stipulant que « les conflits présents dans le monde, tels que l'invasion de l'Ukraine et les actes violents des groupes armés qui terrorisent la population en Haïti, ne sont pas des moyens légitimes de régler les différends ; par conséquent, les États membres de l'AMDC recherchent des solutions pacifiques dès que possible ». La déclaration comprend également un avertissement du Canada, de la Colombie, de la République dominicaine, de l'Équateur, du Guatemala, d'Haïti, du Paraguay, des États-Unis d'Amérique et de l'Uruguay, réitérant la « condamnation la plus ferme de l'invasion illégale de l'Ukraine par la Fédération de Russie ».
Le 4 août 2022, Anand annonce le déploiement d'un maximum de 225 membres des Forces armées canadiennes au Royaume-Uni pour former les nouvelles recrues des Forces armées de l'Ukraine, dans le cadre de l'opération Unifier. Anand déclare : « Les missions de formation comme celle-ci, l'aide à nos alliés et à nos partenaires lorsqu'ils sont attaqués, c'est ce que nous faisons.... C'est une priorité pour nous, en tant que pays, d'être aux côtés de l'Ukraine et de nos alliés. » Le ministre britannique de la Défense, Ben Wallace, salue cette annonce en déclarant : « L'expertise du Canada donnera un nouvel élan au programme et fera en sorte que les Ukrainiens et Ukrainiennes qui viendront au Royaume-Uni pour s'entraîner à défendre leur pays bénéficieront d'un large éventail d'expériences et de compétences de la part des forces britanniques et de nos partenaires internationaux. »

#### NORAD et la défense continentale
Dans sa lettre de mandat de 2021, le premier ministre Justin Trudeau charge Anand de « travailler avec les États-Unis pour moderniser le Commandement de la défense aérospatiale de l'Amérique du Nord ».
Le 20 juin 2022, à la BFC Trenton, Anand annonce un plan de modernisation du NORAD en cinq points, dont le coût est estimé à environ 40 milliards de dollars sur vingt ans. Anand déclare qu'il y a un « besoin pressant » de répondre à des menaces comme les missiles hypersoniques et de croisière, et déclare que le plan commencera « le prochain chapitre du NORAD ». Anand décrit le plan comme « la mise à niveau la plus importante du NORAD d'un point de vue canadien en presque quatre décennies ».
Anand déclare : « En étroite coordination avec les États-Unis, nous établirons l'épine dorsale d'un tout nouveau système de surveillance des approches nordiques afin d'améliorer la surveillance et l'alerte précoce des menaces pour notre continent », ajoutant que ce nouveau système « repoussera essentiellement notre ligne de visée plus au nord, garantissant ainsi que nous serons en mesure de répondre aux menaces à évolution rapide comme l'hypersonique. »
L'ambassadeur des États-Unis au Canada, David Cohen, se félicite de ce financement, déclarant : « Les États-Unis se réjouissent de continuer à renforcer leur collaboration avec le Canada en matière de défense et de sécurité du continent, y compris dans l'Arctique. »
Lors d'une visite au Labrador le 24 août 2022, Anand confirme que la BFC Goose Bay serait l'un des quatre emplacements nordiques à recevoir des améliorations de base dans le cadre des 15,68 milliards de dollars alloués à la modernisation des infrastructures dans le plan de modernisation du NORAD du Canada.
Le 25 août 2022, Trudeau, Anand et d'autres ministres canadiens accueillent le secrétaire général de l'OTAN, Jens Stoltenberg, à Cambridge Bay, au Nunavut, pour la toute première visite d'un secrétaire général de l'OTAN dans le Haut-Arctique canadien.

#### Indo-Pacifique
Quelques jours après l'invasion de l'Ukraine par la Russie en février 2022, Anita Anand déclare lors de la Conférence d'Ottawa sur la sécurité et la défense que « l'Europe n'est pas la seule ligne de faille dans l'environnement de sécurité mondiale à l'heure actuelle ». Elle parle de la nécessité d'être « conscient de la gamme d'activités d'affirmation de la Chine dans la région indo-pacifique et dans le monde entier » et déclare que « les modèles sont là pour tout le monde, franchement ». Elle décrit l'activité de la Chine dans les mers de Chine orientale et méridionale comme « coercitive », citant également le vol de propriété intellectuelle, « un comportement irresponsable et très inquiétant dans le cyberespace » et la détention de Michael Spavor et Michael Kovrig.
Alors qu'elle se trouve à Singapour pour participer au Dialogue Shangri-La en juin 2022, Anand aborde la question des interceptions chinoises d'avions de l'Aviation royale canadienne. Elle déclare à Reuters : « Les interceptions par les Chinois de nos (avions) sont très préoccupantes et pas professionnelles et nous devons nous assurer que la sécurité de nos pilotes n'est pas menacée, surtout lorsqu'ils ne font que surveiller, comme l'exigent les missions sanctionnées par l'ONU. »
À la suite d'une visite à Taïwan de la présidente de la Chambre des représentants des États-Unis, Nancy Pelosi, Anand déclare à CBC News en août 2022 qu'« il est courant pour les législateurs de nos pays de voyager à l'étranger, et la réponse escalatoire de la Chine risque simplement d'accroître les tensions et de déstabiliser la région. » Elle appelle la Chine à ne pas modifier unilatéralement le statu quo par la force dans la région et à résoudre les différends entre les deux rives du détroit par des moyens pacifiques.

### Présidente du Conseil du Trésor
Le 26 juillet 2023, Anita Anand change de responsabilités ministérielles en devenant présidente du Conseil du Trésor à la suite d'un remaniement ministériel du gouvernement de Justin Trudeau.

### Ministre des Transports
Le 19 septembre 2024, lors de la démission de Pablo Rodriguez, elle est nommée ministre des Transports tout en conservant ses autres responsabilités ministérielles.

### Ministre de l'Innovation, des Sciences et de l'Industrie
Après avoir annoncé au début janvier 2025 qu'elle ne solliciterait pas de nouveau mandat, Anand change d'idée à la fin du mois de février et le 14 mars, elle voit ses responsabilités ministérielles remplacées alors qu'elle est nommée ministre de l'Innovation, des Sciences et de l'Industrie dans le gouvernement du nouveau premier ministre Mark Carney.

### Ministre des Affaires étrangères
Réélu lors des élections fédérales d'avril 2025, elle passe le 13 mai, au poste de ministre des Affaires étrangères, en remplacement de Mélanie Joly nommée ministre de l'Industrie.

### Vie personnelle
Anita Anand est la fille de Saroj Daulat Ram et de Sundaram Vivek Anand, anesthésiste et chirurgien généraliste. Le couple a immigré à Kentville, en Nouvelle-Écosse, au début des années 1960. Anand est née en 1967 et a fréquenté l'Université Queen's, l'université d'Oxford et l'Université Dalhousie. Anand a fait son stage au cabinet d'avocats Torys de Toronto, où elle a rencontré son mari, John Knowlton.
Anand, son mari John et leurs quatre enfants vivent à Oakville, en Ontario, depuis 18 ans.
Au cours de ses 18 années à Oakville, Anita Anand a servi sa communauté locale de plusieurs façons. Elle a siégé au conseil d'administration du Lighthouse for Grieving Children, de la Oakville Hospital Foundation et de Oakville Hydro Electricity Distribution Inc. Elle a également été la première présidente du Comité consultatif des investisseurs de la Commission des valeurs mobilières de l'Ontario.
L'Association canadienne pour les Nations unies a décerné à Anita Anand le prix Citoyen du monde 2022, qui reconnaît « les modèles qui ont fait preuve de générosité, de créativité, de leadership et de recherche de solutions, et qui ont appliqué leurs talents aux défis qu'ils ont identifiés dans leurs communautés locales, dans le pays et dans le monde. »